# Zuidwolde (Groningue)
Pour les articles homonymes, voir Zuidwolde.
Zuidwolde (en groningois : Zuudwòl) est un village néerlandais de la commune de Het Hogeland, situé dans la province de Groningue.

## Géographie
Le village est situé au nord de la ville de Groningue, sur le Boterdiep.

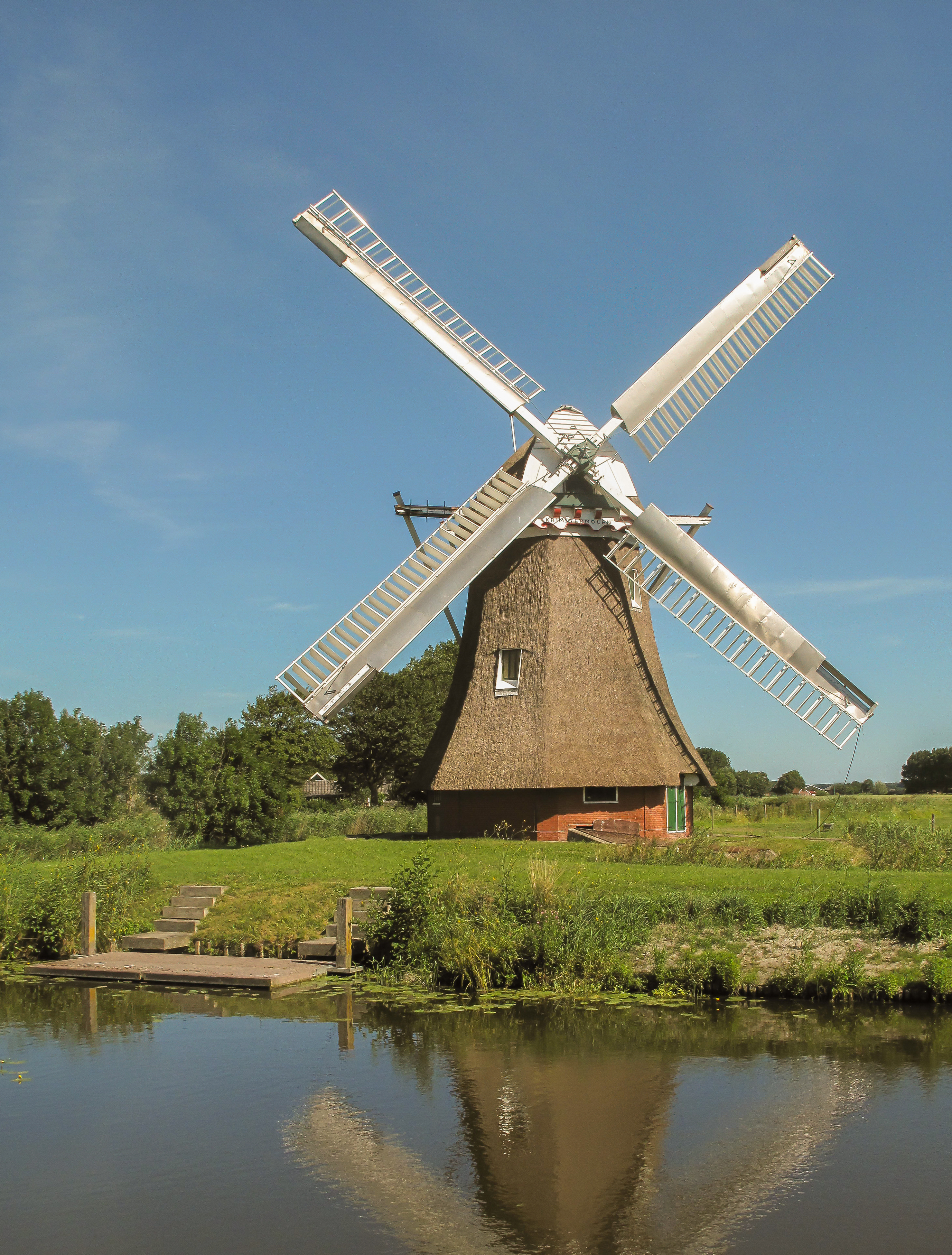
Moulin : de Krimstermolen.

## Histoire
Zuidwolde fait partie de la commune de Bedum avant le 1er janvier 2019, où elle est supprimée et fusionnée avec De Marne, Eemsmond et Winsum pour former la nouvelle commune de Het Hogeland.

## Démographie
Au 1er janvier 2018, le village compte 1 020 habitants.